# پسنی
پسنی (به انگلیسی: Pasni) یک شهر در پاکستان است که در ایالت بلوچستان واقع شده‌است. پسنی ۱۰ متر بالاتر از سطح دریا واقع شده‌است.